# Videografia de Sandy
A cantora, compositora e atriz brasileira Sandy lançou diversos videoclipes musicais e álbuns de vídeo durante sua carreira. Ela também participou de diversos projetos na televisão e cinema, incluindo filmes, seriados, telenovelas e documentários, além de ter participado de álbuns de vídeo de outros artistas. Sozinha, Sandy fez sua primeira aparição no videoclipe de "Vivo Por Ella", do tenor italiano Andrea Bocelli, em 1997. Em 2000, foi convidada a gravar o videoclipe do single "You're My #1", do cantor espanhol Enrique Iglesias. Após encerrar a carreira em dupla com seu irmão em dezembro de 2007, Sandy começou a produzir sua estreia como artista solo. Em 2010, ela lançou seu primeiro videoclipe solo, para a canção "Pés Cansados", do álbum Manuscrito. O videoclipe foi indicado a Melhor Clipe Pop na 16ª edição do MTV Video Music Brasil. "Quem Eu Sou" foi o segundo videoclipe do álbum, lançado em 2011 e indicado a Melhor Videoclipe no 18° Prêmio Multishow de Música Brasileira. Sandy convocou o cineasta Fernando Grostein Andrade para dirigir seu documentário Tempo, onde é mostrado o processo de concepção do álbum Manuscrito. O documentário de 28 minutos foi incluído na versão especial (CD+DVD) do álbum. A turnê do álbum Manuscrito foi registrada e se tornou seu primeiro DVD solo, Manuscrito Ao Vivo (2011).
Seu segundo álbum de estúdio, Sim (2013), gerou os videoclipes de "Aquela dos 30" e "Escolho Você". Na época de seu lançamento, o videoclipe de "Escolho Você" quebrou o recorde brasileiro da plataforma de vídeos Vevo, sendo o vídeo que mais recebeu visualizações num período de 24 horas após seu lançamento. Seu próximo trabalho foi o registro ao vivo Meu Canto (2016), que atingiu o topo da parada de DVDs da PMB e gerou os videoclipes dos singles "Me Espera" e "Respirar". O videoclipe de "Me Espera", um dueto com Tiago Iorc, é seu vídeo musical mais assistido e atingiu 100 milhões de visualizações no YouTube em maio de 2020. Em 2017, ela apareceu como artista convidada no vídeo do single "Mesmo Sem Estar", do cantor Luan Santana, e lançou o videoclipe de seu single "Nosso Nós", canção que também deu origem ao seu primeiro lyric video. Em 2018, apareceu como artista convidada em "Ai de Mim", da banda OutroEu, e "Black Widow's Web", da banda Angra. No mesmo ano, ela lançou seu terceiro álbum de estúdio, um projeto de colaborações intitulado Nós, Voz, Eles. Todas as canções incluídas no álbum tiveram um vídeo musical, gravados dentro do próprio estúdio de Sandy. O processo de concepção das canções foi documentado e exibido em oito episódios através de uma websérie homônima, publicada no canal de Sandy no YouTube. Os videoclipes musicais e os episódios da websérie foram incluídos num DVD homônimo, lançado em dezembro do mesmo ano.
Sandy desenvolveu diversos trabalhos na televisão e no cinema durante sua carreira: ela já trabalhou como apresentadora, atriz e jurada. Ela estreou como apresentadora ao lado de seu irmão no programa Sandy & Junior Show, exibido pela Rede Manchete entre 1997 e 1998. Outros trabalhos notáveis inclui o seriado Sandy & Junior (1999–2002), a telenovela Estrela-Guia (2001), a série As Brasileiras (2012), o programa Superbonita (2012) e o reality show musical Superstar (2015–2016). Sandy fez sua primeira aparição no cinema no filme de comédia infantojuvenil O Noviço Rebelde (1997). Ela protagonizou Acquária (2003) e Quando Eu Era Vivo (2014) e fez sua primeira dublagem na versão brasileira do filme de animação Sing (2016). Além disso, Sandy estrelou diversos comerciais televisionados, sendo o da cerveja Devassa, em 2011, um dos mais notáveis.

## Vídeos musicais

### Como artista principal
| Título                                                      | Ano  | Diretor(es)                  |
| ----------------------------------------------------------- | ---- | ---------------------------- |
| "Pés Cansados"                                              | 2010 | Oscar Rodrigues Alves        |
| "Quem Eu Sou"                                               | 2011 | Conrado Almada               |
| "Aquela dos 30"                                             | 2012 | Conrado Almada               |
| "Escolho Você"                                              | 2013 | Ricardo Spencer              |
| "Me Espera" (part. Tiago Iorc)                              | 2016 | Rafael Kent                  |
| "Respirar"                                                  | 2017 | Santiago Paestor             |
| "Nosso Nós"                                                 | 2017 | Carlos Vulcão                |
| "No Escuro" (part. Maria Gadú)                              | 2018 | Douglas Aguillar             |
| "Areia" (part. Lucas Lima)                                  | 2018 | Douglas Aguillar             |
| "Grito Mudo" (part. Mateus Asato)                           | 2018 | Douglas Aguillar             |
| "Pra Me Refazer" (part. Anavitória)                         | 2018 | Douglas Aguillar             |
| "Um Dia Bom, Um Dia Besta" (part. Thiaguinho)               | 2018 | Douglas Aguillar             |
| "Eu Pra Você" (part. Melim)                                 | 2018 | Douglas Aguillar             |
| "Meu Disfarce" (part. Xororó)                               | 2018 | Douglas Aguillar             |
| "Eu Só Preciso Ser" (part. Iza)                             | 2018 | Douglas Aguillar             |
| "10:39" (inclui "Piloto Automático", "Lua Cheia" e "Tempo") | 2020 | Douglas Aguillar             |
| "Lealdade Coragem Verdade"                                  | 2020 | João Fabra, Leopoldo Caseiro |
| "Lugar ao Sol"                                              | 2021 | —                            |

### Como artista convidada
| Título              | Ano  | Artista principal | Diretor(es)        |
| ------------------- | ---- | ----------------- | ------------------ |
| "Vivo por Ella"     | 1997 | Andrea Bocelli    | Marcello Bloisi    |
| "You're My #1"      | 2000 | Enrique Iglesias  | -                  |
| "Mesmo Sem Estar"   | 2017 | Luan Santana      | Joana Mazzucchelli |
| "Ai de Mim"         | 2018 | OutroEu           | Philippe Noguchi   |
| "Black Widow's Web" | 2018 | Angra             | Leo Liberti        |

### Lyricvideos
| Canção            | Ano  | Álbum         | Diretor(es)      |
| ----------------- | ---- | ------------- | ---------------- |
| "Nosso Nós"       | 2017 | Tempo de Amar | Alexandre Nickel |
| "Preciso de Você" | 2018 | Segundo Sol   | Douglas Aguilar  |

## Álbuns de vídeo
| Ano  | Álbum | Posições |
| Ano  | Álbum | BRA PMB  |
| ---- | --- | -------- |
| 2010 | Documentário Tempo (Presente na edição especial CD+DVD do álbum Manuscrito) - Lançamento: 7 de maio de 2010 - Formatos: DVD | 8        |
| 2011 | Manuscrito Ao Vivo - Lançamento: 24 de novembro de 2011 - Formatos: DVD, Blu-ray                                            | —        |
| 2016 | Meu Canto - Lançamento: 24 de junho de 2016 - Formatos: DVD                                                                 | 1        |
| 2018 | Nós, Voz, Eles - Lançamento: 18 de dezembro de 2018 - Formatos: DVD                                                         | —        |

### Participações em álbuns de vídeo
| Canção                              | Ano  | Artista principal / Outros artistas | Álbum de vídeo                                   |
| ----------------------------------- | ---- | --- | ------------------------------------------------ |
| "Se Eu não Te Amasse tanto Assim"   | 2004 | Ivete Sangalo | MTV ao Vivo                                      |
| "Desperdiçou"                       | 2004 | Ivete Sangalo | MTV ao Vivo                                      |
| "É Com Esse Que Eu Vou"             | 2005 | Pedro Mariano | Pedro Mariano Ao Vivo                            |
| "Escrito no Céu"                    | 2005 | Família Lima | 10 Anos: Ao Vivo em Gramado                      |
| "Águas de Março"                    | 2006 | — | Casa da Bossa                                    |
| "Ben"                               | 2008 | Zé do Rancho | Zé do Rancho entre Parentes e Amigos             |
| "Cantiga por Luciana"               | 2008 | Zé do Rancho | Zé do Rancho entre Parentes e Amigos             |
| "As Canções que Você Fez pra Mim"   | 2009 | — | Elas Cantam Roberto Carlos                       |
| "Como É Grande O Meu Amor Por Você" | 2009 | Roberto Carlos, Ivete Sangalo, Paula Toller, Wanderléa, Daniela Mercury, Zizi Possi, Luiza Possi, Nana Caymmi, Fafá de Belém, Fernanda Abreu, Adriana Calcanhotto, Mart'nália, Ana Carolina, Alcione, Marina Lima, Rosemary, Claudia Leitte, Celine Imbert, Hebe e Marília Pêra | Elas Cantam Roberto Carlos                       |
| "Quando Você Passa (Turuturu)"      | 2010 | Maria Gadú | Multishow ao Vivo: Maria Gadú                    |
| "Chuva de Prata"                    | 2010 | Roupa Nova | Roupa Nova 30 anos                               |
| "Se Deus Me Ouvisse"                | 2011 | Chitãozinho & Xororó, Junior Lima | Sinfônico: 40 anos                               |
| "O Barquinho"                       | 2011 | — | Cristo Redentor 80 anos                          |
| "Corcovado"                         | 2013 | Andrea Bocelli | Love in Portofino                                |
| "Meu Bem, Meu Mal"                  | 2013 | — | Um Barzinho, um Violão - Novelas Anos 80, Vol. 1 |
| "Meu Bem Querer"                    | 2014 | — | Um Barzinho, um Violão - Novelas Anos 80, Vol. 2 |
| "Coração Triste"                    | 2015 | Família Lima | Família Lima 20 Anos                             |
| "Sensações"                         | 2016 | Paula Fernandes | Amanhecer Ao Vivo                                |
| "Heroes of Sand"                    | 2020 | Angra | —                                                |

## Filmografia
| Ano  | Título                 | Personagem              | Nota           |
| ---- | ---------------------- | ----------------------- | -------------- |
| 1997 | O Noviço Rebelde       | Márcia                  |                |
| 2003 | Acquária               | Sarah                   |                |
| 2006 | Estranho Jeito de Amar | Luíza                   | Curta-metragem |
| 2013 | Mato Sem Cachorro      | Sandy (versão fictícia) |                |
| 2014 | Quando Eu Era Vivo     | Bruna                   |                |
| 2016 | Helena                 | Ela mesma               |                |
| 2016 | Sing                   | Meena (voz)             | Dublagem       |
| 2022 | Sing 2                 | Meena (voz)             | Dublagem       |
| 2024 | Evidências do Amor     | Laura                   |                |

## Televisão
| Ano       | Título                                          | Personagem / Função | Nota                                                             |
| --------- | ----------------------------------------------- | ------------------- | ---------------------------------------------------------------- |
| 1991      | A História de Ana Raio e Zé Trovão              | Ela mesma           | Capítulo: "25 de agosto de 1991"                                 |
| 1992      | Xuxa Especial de Natal: Lar dos Idosos          | Ela mesma           | Especial natalino                                                |
| 1997–1998 | Sandy & Junior Show                             | Apresentadora       |                                                                  |
| 1999      | Casseta & Planeta Urgente!                      | Ela mesma           |                                                                  |
| 1999–2002 | Sandy & Junior                                  | Sandy               |                                                                  |
| 2001      | Estrela-Guia                                    | Cristal Hanumam     |                                                                  |
| 2004      | Quebrando a Rotina                              | Ela mesma           | Temporada 1                                                      |
| 2006      | Sítio do Picapau Amarelo                        | Fada Felícia        | Episódio: "17 de maio de 2006" Episódio: "4 de abril de 2006"    |
| 2006      | A Diarista                                      | Ela mesma           | Episódio: "Aquele da Sandy" (Temporada 3, episódio 23)           |
| 2006      | Casseta & Planeta, Urgente!                     | Policial "Sandyer"  | Episódio: "10 de outubro de 2006" (Temporada 15)                 |
| 2007      | Paraíso Tropical                                | Ela mesma           | Capítulo: "13 de setembro de 2007"                               |
| 2008      | Tira Onda                                       | Ela mesma           |                                                                  |
| 2009      | Soletrando                                      | Jurada              | Temporada 3                                                      |
| 2010      | Os Últimos Dias de um ícone: Edith Piaf         | Narradora           | Documentário televisivo                                          |
| 2011      | O Que Vi da Vida                                | Ela mesma           | Episódio: "18 de dezembro de 2011"                               |
| 2012      | As Brasileiras                                  | Gabriela            | Episódio: "A Reacionária do Pantanal" (Temporada 1, episódio 13) |
| 2012      | Superbonita                                     | Apresentadora       | Temporada 13                                                     |
| 2012      | Fantástico                                      | Repórter            | Quadro: "Sandy na Casa dos Campeões"                             |
| 2012      | Cheias de Charme                                | Ela mesma           | Capítulo: "24 de setembro de 2012"                               |
| 2013      | Sangue Bom                                      | Ela mesma           | Capítulo: "11 de maio de 2013"                                   |
| 2013      | Os Caras de Pau                                 | Ela mesma           | Episódio: "A Turma das Manias" (Temporada 3, episódio 34)        |
| 2015–16   | Superstar                                       | Jurada / Mentora    | Temporada 2 / Temporada 3                                        |
| 2015      | I Love Paraisópolis                             | Ela mesma           | Capítulo: "3 de novembro de 2015"                                |
| 2015      | Presente de Natal: O Especial de Natal da Globo | Ela mesma           | Especial musical de Natal exibido pela Rede Globo                |
| 2016      | Tá no Ar: a TV na TV                            | Ela mesma           | Episódio: "2 de fevereiro de 2016" (Temporada 3, episódio 3)     |
| 2017      | Tá no Ar: a TV na TV                            | Ela mesma           | Episódio: "24 de janeiro de 2017" (Temporada 4, episódio 1)      |
| 2017      | Popstar                                         | Jurada convidada    | Temporada 1                                                      |
| 2020      | Sandy & Junior: A História                      | Ela mesma           | Série documental                                                 |
| 2021      | Sandy + Chef                                    | Apresentadora       |                                                                  |
| 2023      | Angélica: 50 e Tanto                            | Ela mesma           | Episódio: "Trabalho"                                             |
| 2023      | Agora Vai                                       | Ela mesma           | Especial de fim de ano                                           |
| 2025      | Vale Tudo                                       | Ela mesma           | Capítulo: "9 de Julho de 2025"                                   |

## Comerciais
| Produto/Marca                                | Ano  | Ref.    |
| -------------------------------------------- | ---- | ------- |
| Nutrinho                                     | 1994 | [ 72 ]  |
| Baby Brink (Boneca da Sandy)                 | 1997 | [ 73 ]  |
| Baby Brink (Bonecos de Sandy & Junior)       | 1998 | [ 74 ]  |
| Casio (Teclado Sandy & Junior)               | 1998 | [ 75 ]  |
| Yakult                                       | 1998 | [ 76 ]  |
| Gradiente                                    | 1998 |         |
| Telefone pré-pago Toque                      | 1998 |         |
| Tess                                         | 1998 |         |
| Supermercado Continente                      | 1998 | [ 77 ]  |
| Grendene (Sandália As Quatro Estações)       | 1999 | [ 78 ]  |
| Biotônico Fontoura                           | 1999 | [ 79 ]  |
| Pernambucanas                                | 2000 | [ 80 ]  |
| Grendene (Ande com Sandy)                    | 2000 | [ 81 ]  |
| Bompreço                                     | 2000 | [ 82 ]  |
| Caixa Econômica Federal ("Clic com a Gente") | 2001 | [ 83 ]  |
| Nokia                                        | 2001 | [ 84 ]  |
| Oi                                           | 2002 | [ 85 ]  |
| Grendene (Sandy Sacada)                      | 2002 | [ 78 ]  |
| Grendene (Sandy Shoes)                       | 2002 | [ 78 ]  |
| Claro                                        | 2003 | [ 86 ]  |
| Nestlé                                       | 2003 | [ 87 ]  |
| Grendene (Sandy Altos e Baixos)              | 2003 | [ 78 ]  |
| Grendene (Sandy Classic)                     | 2003 | [ 88 ]  |
| Grendene (Sandy Time)                        | 2004 | [ 89 ]  |
| Grendene (Sandy Candy)                       | 2004 | [ 78 ]  |
| Grendene (Sandy Hit)                         | 2004 | [ 78 ]  |
| Grendene (Sandy Evidence)                    | 2004 | [ 90 ]  |
| Grendene (Sandy Walk Love)                   | 2004 | [ 91 ]  |
| Grendene (Sandy Street)                      | 2004 | [ 92 ]  |
| McDia Feliz                                  | 2004 | [ 93 ]  |
| Grendene (A Top das Sapatilhas)              | 2004 | [ 78 ]  |
| Grendene (Sandy Flower)                      | 2004 | [ 78 ]  |
| Grendene (Sandy Carmim)                      | 2005 | [ 94 ]  |
| Chevrolet                                    | 2005 | [ 95 ]  |
| Grendene (Sandy Magia)                       | 2006 | [ 78 ]  |
| Grendene (Sandy Agito)                       | 2006 | [ 96 ]  |
| Grendene (Sandy Urban)                       | 2006 | [ 97 ]  |
| Grendene (Sandy Jump)                        | 2006 | [ 98 ]  |
| Óleo de Amêndoas Paixão                      | 2006 | [ 99 ]  |
| Grendene (Sandy Pouplain)                    | 2007 | [ 100 ] |
| Óleo de Amêndoas Paixão                      | 2007 | [ 101 ] |
| Yamaha                                       | 2007 | [ 102 ] |
| Grendene (Sandy Poesia)                      | 2007 | [ 103 ] |
| Grendene (Sandy Sounds)                      | 2008 | [ 104 ] |
| Global Village Telecom                       | 2011 | [ 105 ] |
| Devassa                                      | 2011 | [ 106 ] |
| Havaianas                                    | 2016 | [ 107 ] |
| Netflix                                      | 2018 | [ 108 ] |